# FIFA 11
FIFA 11 (FIFA Soccer 11 u Sjevernoj Americi) nogometna je videoigra Electronic Artsovog FIFA serijala. Prozvedena od EA Canade, izdana je u međunarodnu prodaju putem podružnice EA Sports. U SAD-u i Kanadi, izdana je 28. rujna, 30. rujna Australaziji, te 1. listopada 2010. u Europi za sve platforme, osim Wii i Nintendo DS konzola. Verzija za Wii izdana je 1. listopada 2010. u Sjevernoj Americi i Europi, dok je DS verzija u prodaju izašla 8. listopada 2010. PC verzija FIFA-e 11 prva je koja koristi isti igraći engine kao PlayStation 3 i Xbox 360 verzije. Ovog puta, na svim međunarodnim omotima ige, uz različite suigrače, nalazi se Brazilac Kaká.
Demo verzija FIFA-e 11 izdana je za PS3, Xbox 360 i PC, 15. rujna 2010. Demo sadrži momčadi Chelseaja, Barcelone, Real Madrida, Juventusa, Bayer Leverkusena i Lyona,  dok se Arsenal može naći na PS3 i X360 verzijam, kao i njihov Emirates Stadium. Igrači demoverzije mogu dobiti nagrade za svoje FIFA Superstars momčadi.

## Mogućnosti

### Career Mode
Opcije "Be a Pro" i "Manager Mode" sada su spojene u jedinstveni "Career Mode", gdje gameri mogu biti nogometaši, treneri / menadžeri ili oboje u trajanju više od 15 sezona. Mnogo je nadogradnji i poboljšanja dodano u ovu opciju, kao što je potpisivanje ugovora s novim igračima, realistični transferi među klubovima, kao i osobni zahtjevi nogometaša. Uprava kluba odlučuje o produženju ugovora trenera, što će ovisiti o ispunjavanju njihovih očekivanja, i ima li trener potencijala. Rejting trenerske reputacije još postoji i mijenjat će se ovisno o trudu samog trenera. Dolazit će svakodnevna pisma o razvoju nogometaša, dobivanju ili gubljenju na prosječnoj sposobnosti, a trener će također napomenuti i predložiti moguće talente s ubacivanje u momčad. Na tablici razvoja nogometaša, gamer će također dobivati upute i savjete od trenera. Dodan je i nov sustav budžeta, gdje se djeli dobit od transfera na odrđene osobe. Sad postoji limit za budžet, tako da igrač mora mudro birati svoje odluke.

### Ultimate Team
Nakon pojavljivanja u FIFA-i 09 i 10, FIFA 11 Ultimate Team je izašao 3. studenog 2010. za PS3 i Xbox 360. Dostupan je za download s "Playstation Store" ili "XBOX Live Marketplace". U ovoj se opciji igračima daju različite karte, poput nogometaša i dresova, koji moraju pobijediti utakmice da bi osvojili bodove za kupovanje novih igrača. Bodovi (novčići) se mogu kupiti preko kredita ili debitne kartice. Gamerima koji se vrate Ultimate Teamu daju se dva pozdravna zlatna paketa. Ekspanzije su također dostupne za download. Ultimate Team je hvaljen zbog svoje kreativnosti, i sličnosti eBayu, gdje se odvijaju aukcije uživo, i gdje igrači mogu kupiti predmete jedni od drugih. Njegova je prednost što je sličan nogometnom tržištu, gdje menadžeri pokušavaju jedni od drugih otkupiti najbolje igrače i trenere.

### Ostalo
FIFA 11 je ponudila brojna poboljšanja i nadogradnje od prijašnjih naslova u serijalu. Nakon Career Moda, najzvučnije poboljšanje je novi engine koji je bitno promijenio PC verziju igre. Upravo kod PC verzije se vrte najveći broj promjena, kao što je promjena sučelja, dorađeno multiplayer igranje, obnovljene "Be a Pro" i "Virtual Pro" opcije i osobna kreacija igračke taktike. Kod novina pojavljuje se i web-aplikacija Creation Cente za kreacije dresova, logotipa klubova i sl. "Postani vratar" je opcija kojom igrač cijelu utakmicu upravlja isključivo vratarom. Od vještina nogometaša, ovog su puta poboljšana dodavanja, te pravi driblinzi od 360°.

## Omoti
Omot FIFA-e nije jednak u svim dijelovima svijeta, kao što je bio slučaj kod većine dosadašnjih FIFA videoigara. Na svim omotima odobrenim od strane Electronic Artsa, nalazi se brazilski vezni igrač Kaká, osim kod njemačkog i francuskog omota. Na britansko-irskom omotu je uobičajeno Wayne Rooney, u duštvu s Kakom. S brazilcem se na omotima pojavljuju: Giorgio Chiellini u Italiji, Ricardo Carvalho u Portugalu, Andrés Iniesta u Španjolskoj, Balázs Dzsudzsák u Mađarskoj, Sergej Semak u Rusiji, Tim Cahill u Australiji, Jakub Błaszczykowski u Poljskoj, te Valentin Stocker u Švicarskoj. Jedino je u SAD-u i Meksiku u društvu s dvojicom, točnije s Carlosom Velom i Landonom Donovanom. Od spomenuta jedina dva omota na svijetu bez Kake, na njemačkom su Mesut Özil i René Adler, dok je na francuskom trojac Hugo Lloris, Karim Benzema i Wayne Rooney.

## Licence

### Lige
FIFA je ove godine zadržala broj licenciranih liga, pa tako se u i ovom izdanju nalazi 31 nogometna liga. Ipak, novost je da je sada Ruska Premijer liga dostupna u svim verzijama, za razliku od FIFA-e 10, gdje je bila moguća samo u PS2, PSP i PC.
| - A-League - Austrijska Bundesliga - Belgijska Jupiler liga - Campeonato Brasileiro Série A - Gambrinus liga - Danska Superliga - FA Premier liga - Football League Championship - Football League One - Football League Two - Ligue 1 - Ligue 2 - Bundesliga - 2. Bundesliga - FAI Premier divizija - Serie A - Serie B | - K-League - Primera División de México - Eredivisie - Tippeligaen - Ekstraklasa - SuperLiga - Ruska Premijer liga - Škotska Premier liga - La Liga - Segunda División - Allsvenskan - Swiss Super League - Süper Lig - Major League Soccer |

### Reprezentacije
Kod licenca za nogometne reprezentacije, FIFA 11 ima 39 momčadi, dvije manje od svoje prethodnice.
| - Argentina - Australija - Austrija - Belgija - Brazil - Bugarska - Češka - Danska - Ekvador - Engleska - Finska - Francuska - Grčka - Hrvatska - Irska - Italija - JAR - Južna Koreja - Kamerun - Kina | - Mađarska - Meksiko - Nizozemska - Njemačka - Norveška - Novi Zeland - Poljska - Portugal - Rumunjska - Rusija - SAD - Sjeverna Irska - Slovenija - Škotska - Španjolska - Švedska - Švicarska - Turska - Urugvaj |

## Soundtrack
FIFA je nastavila sa svojom tradicijom, pa će i ove godine izdati svoj soundtrack CD. Pjesme koje se pojavljuju u igri su:
| - The Pinker Tones - Sampleame - Ladytron - Ace of Hz - Ram Di Dam - Flashbacks - The Black Keys - Tighten Up - Caribou - Odessa - Gorillaz - Rhinestone Eyes - Charlotte Gainsbourg - Trick Pony - Chromeo - Don’t Turn The Lights On - Adrian Lux - Can’t Sleep - Choc Quib Town - El Bombo - Ana Tijoux - 1977 - Yeasayer - O.N.E. - Dan Black - Wonder - Dapuntobeat - :O - Dum Dum Girls - It Only Takes One Night - Ebony Bones - W.A.R.R.I.O.R. - Groove Armada - Paper Romance | - Howl - Controller - Jonsi - Around Us - Jump Jump Dance Dance - White Picket Fences - LCD Soundsystem - I Can Change - Linkin Park - Black Out - Locnville - Sun In My Pocket - Malachai - Snowflake - Maluca - El Tigeraso - Mark Ronson Feat. Simon Le Bon & Wiley - Record Collection - Massive Attack - Splitting The Atom - MGMT - Flash Delirium - Zemaria - The Space Ahead - Scissor Sisters - Fire With Fire - Tulipa - Efemera - Two Door Cinema Club - I Can Talk - We Are Scientists - Rules Don’t Stop |

## Vanjske poveznice
- Službena stranica
- FIFA 11 Soundtrack
- HCL recenzija